# Anthony Iob
Anthony Iob, detto anche Tony (Renfrew, 2 gennaio 1971), è un allenatore di hockey su ghiaccio ed ex hockeista su ghiaccio canadese naturalizzato italiano.

## Carriera

### Club
Anthony Iob crebbe nella Ontario Hockey League, disputandovi quattro stagioni fra il 1988 ed il 1992 con tre formazioni differenti. Con i Sault Ste. Marie Greyhounds vinse due titoli consecutivi, arrivando inoltre a giocare la finale della Memorial Cup. Nel 1991 fu scelto nel corso del Draft al nono giro dai Buffalo Sabres, tuttavia non giocò mai in NHL. Per una stagione giocò nelle squadre affiliate in AHL e in ECHL, mentre nel 1993 si trasferì in Europa.
Per le quattro stagioni successive giocò a Milano con i Devils e i Milano 24, vincendo uno scudetto e collezionando numerose presenze nelle coppe internazionali come l'Alpenliga e il Torneo Sei Nazioni. Nel 1997 trascorse un anno nella DEL tedesca, per poi giocare un anno rispettivamente all'Asiago e al Wiener EV.
Nel 2000 ritornò in Serie A vestendo per una stagione la maglia dell'HC Bolzano; l'anno successivo passò invece ai Vipiteno Broncos, arrivando a vincere il titolo di capocannoniere con 78 punti in 42 partite di stagione regolare. Nel frattempo in due frangenti, nel 2000 e nel 2002, Iob fece ritorno in Nordamerica per giocare i playoff della WCHL, conquistando anche un titolo con i Phoenix Mustangs.
Nell'estate del 2002 Iob si trasferì nel Campionato austriaco, ingaggiato dal KAC di Klagenfurt. Con loro vinse un campionato nel 2004, mentre a livello personale quell'anno vinse il titolo di capocannoniere. Iob fu prestato in due occasioni dapprima al Feldkirch, in seguito al Visp. Rimase con il KAC fino al 2007, totalizzando 239 punti in 235 partite.
Nel 2007 Iob si trasferì ai Graz 99ers, squadra per cui giocò le due successive stagioni per un totale di 79 punti in 100 gare. Per una breve parentesi nel 2008 Iob tornò in Italia con l'Alleghe Hockey, giocando 13 partite. Al termine della stagione 2008-09 si ritirò dall'attività agonistica.
Dopo il ritiro ha allenato la compagine giovanile Renfrew Timberwolves, militante in Eastern Ontario Junior Hockey League, per due stagioni e mezza (dal dicembre 2010 all'estate del 2013), per passare poi, come assistente allenatore, alla squadra dell'Università di Ottawa. Iob non venne coinvolto nello scandalo legato ad uno stupro compiuto da alcuni giocatori durante una trasferta, e che comportò la sospensione delle attività della squadra per due anni.

### Nazionale
Anthony Iob esordì in competizioni ufficiali con la maglia della Nazionale azzurra nei mondiali del 1997, con tre punti in otto gare. Nel corso della propria carriera Iob prese parte a quattro mondiali di Gruppo A (1997, 1998, 2001, 2006) e ad uno di Prima Divisione nel 2003.
Nel 2006 fu inserito nel roster che prese parte al torneo olimpico di Torino 2006. In quell'occasione Iob giocò cinque partite, raccogliendo due reti e due assist. In totale Iob giocò per il Blue Team 75 partite ufficiali, totalizzando 32 punti frutto di 15 reti e 17 assist.

## Palmarès

### Club
- Campionato italiano: 1

Devils Milano: 1993-1994
- Campionato austriaco: 1

Klagenfurt: 2003-2004
- Ontario Hockey League: 2

Sault Ste. Marie: 1990-1991, 1991-1992
- West Coast Hockey League: 1

Phoenix: 1999-2000

### Individuale
- Capocannoniere della Serie A: 1

2001-2002 (78 punti)
- Capocannoniere della EBEL: 1

2003-2004 (64 punti)